# Omble chevalier
Salvelinus alpinus
Pour les articles homonymes, voir Chevalier (poisson).
Ne doit pas être confondu avec Ombre commun.
Espèce
Statut de conservation UICN

 LC  : Préoccupation mineure
L’Omble chevalier (Salvelinus alpinus) est une espèce de poissons de la famille des salmonidés.
Il a été initialement décrit en 1758 par Carl von Linné. C'est l’espèce d'eau douce dont la distribution géographique est la plus septentrionale. Elle est souvent la seule espèce de poissons dans les lacs de l'Arctique. Certaines populations d'omble chevalier sont anadromes et constituent une ressource alimentaire importante pour les peuples du Nord.

## Histoire et évolution
À la fin des dernières glaciations, l'omble chevalier des eaux salées a colonisé les lacs arctiques d’eau douce. Cet habitat représentait un endroit protégé pour leurs jeunes qui avaient alors relativement peu de prédateurs. Le relèvement de la Terre après les glaciations a causé la séparation de certains lacs de la mer. Comme les ombles chevaliers étaient la seule espèce de poissons dans les lacs arctiques, ils ont développé des stratégies de vie multiples grâce aux différentes niches écologiques des lacs. Des différences morphologiques sont survenues en raison de la compétition intense entre les membres d'une même espèce d’un même lac, et il est donc fréquent d’en observer dans la nature. Ces polymorphismes diffèrent dans leur stratégie d’alimentation, la taille de leur corps et peuvent entraîner un isolement reproductif. Ces différentes formes ont été observées dans les lacs de l'île de Baffin, l'île d'Ellesmere, l’Islande et l'Écosse. Ce polymorphisme a été appelé « la problématique char ». Les formes peuvent être distinguées en fonction de l'utilisation de l'habitat, leur taux de croissance, le temps et le lieu de ponte et à des caractères morphologiques,,,. Comme beaucoup de ces formes sont isolées génétiquement dans les lacs, certains scientifiques ont suggéré de les classer comme des espèces différentes. D'autres ont suggéré, reconnaissant qu'ils existent, de continuer à les classer comme Salvelinus alpinus, tout en gérant les écosystèmes lacustres afin de préserver les différents formes.

## Description et identification
Les caractéristiques morphologiques, comme la longueur du poisson ou la couleur, varient entre les formes et permettent difficilement de faire l'identification des espèces. Une comparaison de la taille sur toute sa longueur asymptotique (longueur maximale théorique atteint par un animal vivant indéfiniment) des 44 populations d'omble chevalier a montré une variation de 13,3 cm avec un maximum de 75,8 cm, alors que la plupart des populations avait des longueurs comprises entre 20 et 40 cm. Les populations du Québec sont généralement comprises entre 38 et 46 cm. Les ombles anadromes montrent souvent une croissance plus rapide que les ombles d’eau douce et leurs longueurs à la fourche est comprise entre 41 et 61 cm. En général, l'omble chevalier ressemble aux autres membres de la famille des salmonidés. La bouche est grande avec des dents sur le palais, la langue et les mâchoires. La nageoire caudale est fourchue, ce qui contribue à le différencier de l'omble de fontaine (Salvelinus fontinalis). L'omble de fontaine a des barres noires sur les nageoires et un dos tacheté, tandis que ces distinctions sont absentes chez l'omble chevalier. La couleur générale de l'omble peut varier considérablement en fonction de la forme, l'habitat et son état de reproduction. Les ombles marins sont souvent de couleur bleu acier avec des reflets argentés alors que les ombles d’eau douce peuvent être vert foncé sur le dos avec les côtés et le ventre légèrement rouge-orange.

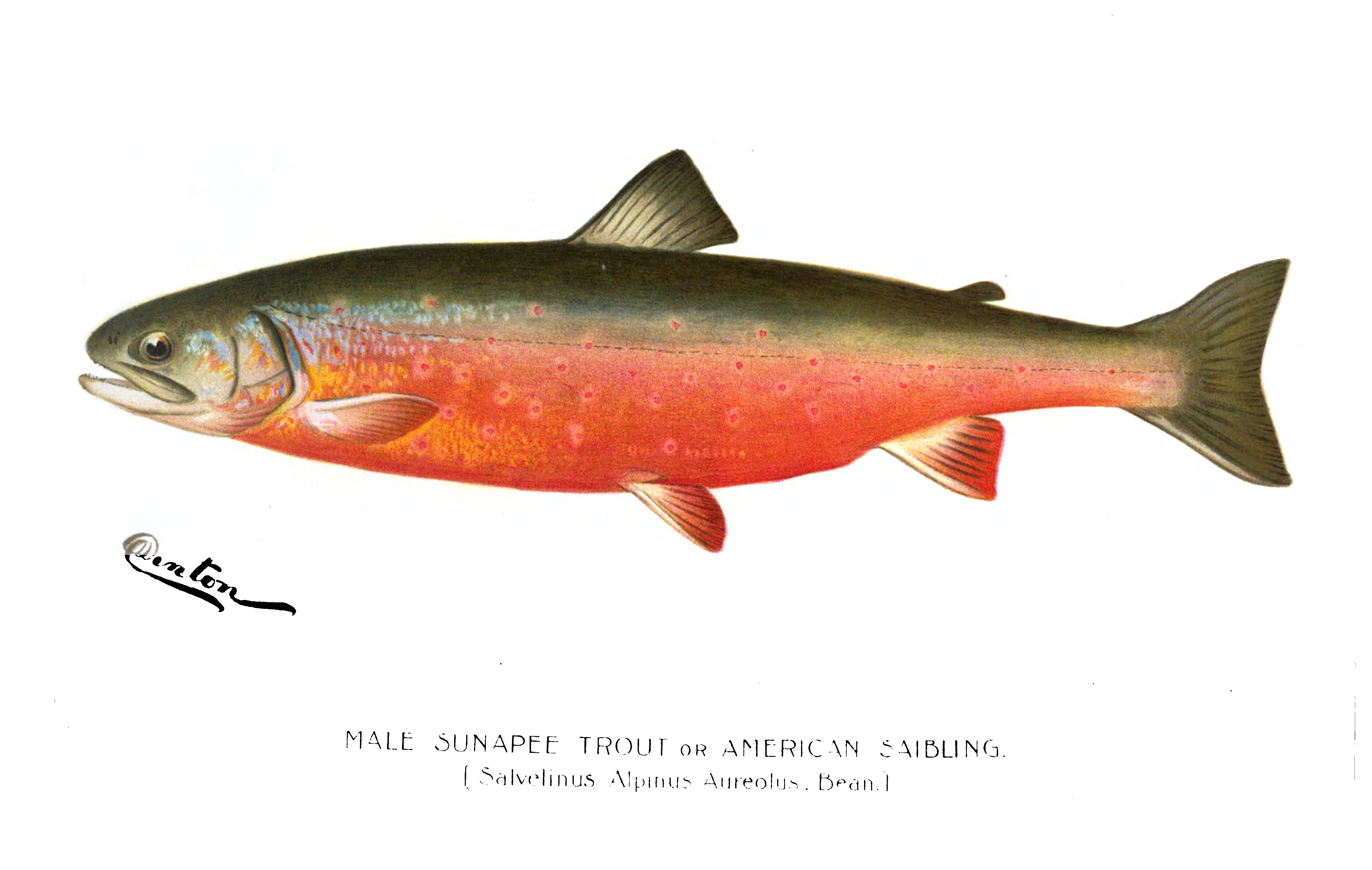
Dessin naturaliste (Denton, 1897)
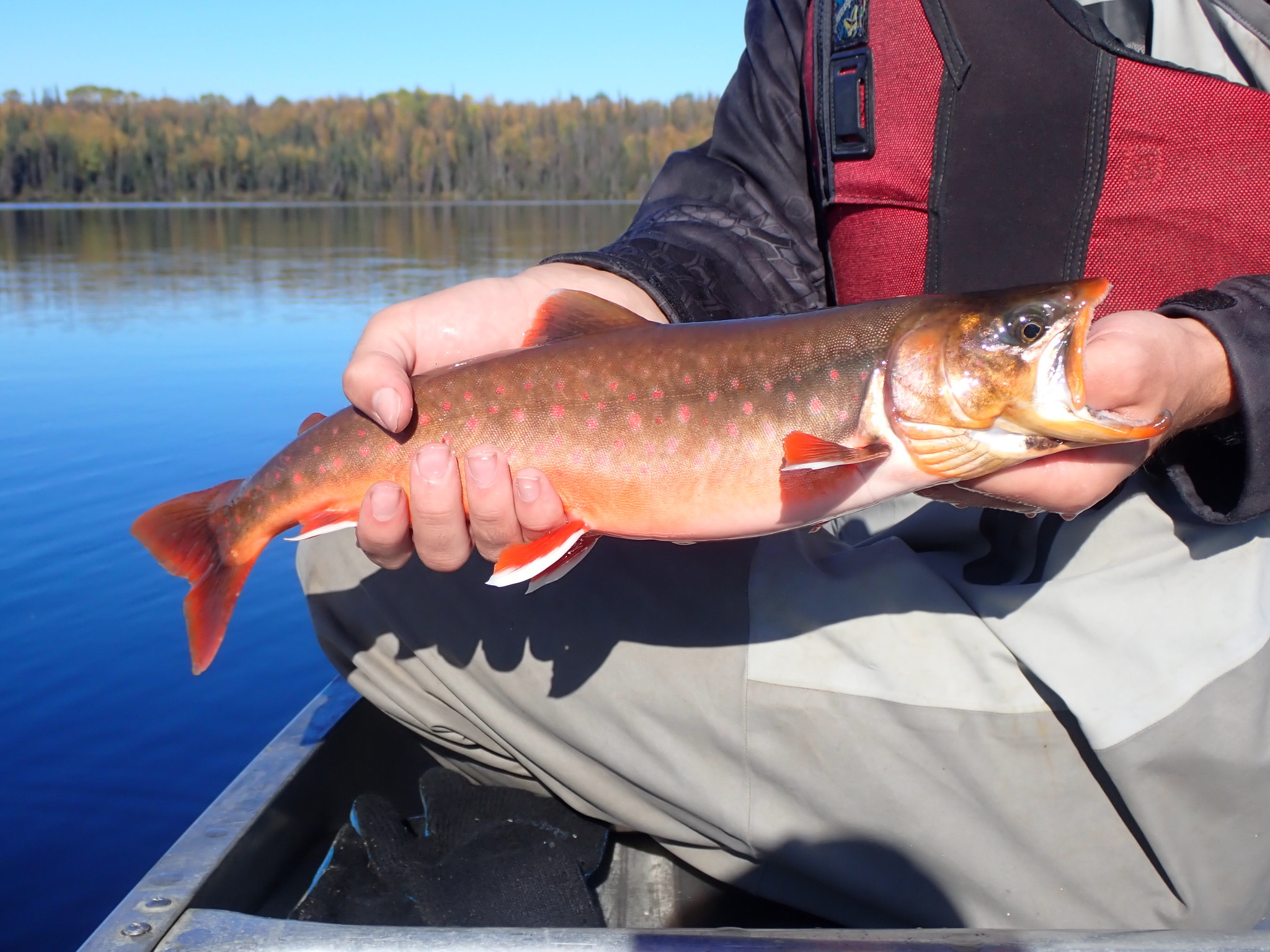
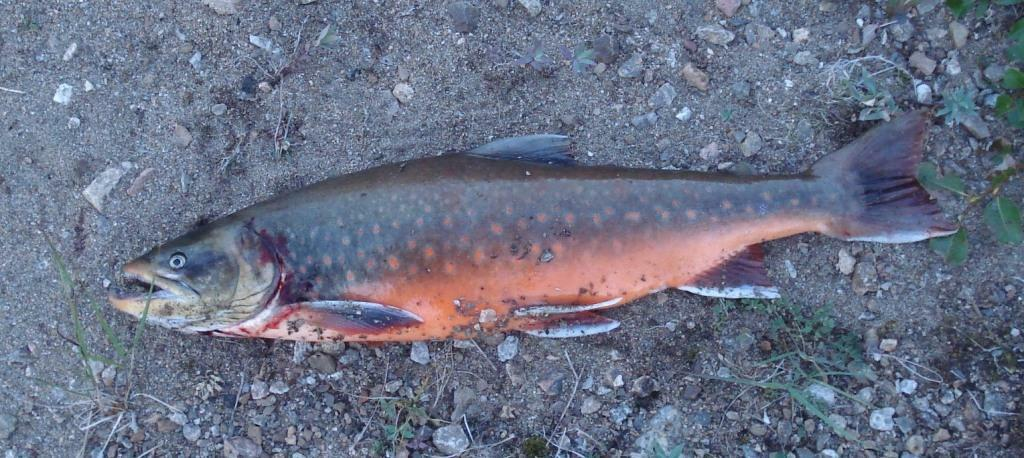
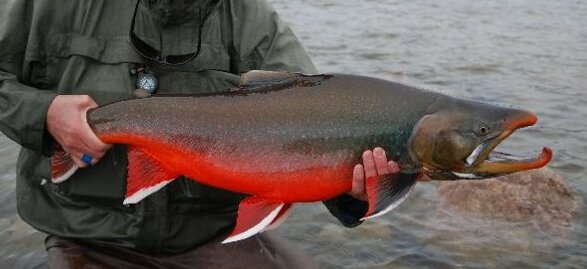

## Milieu de vie

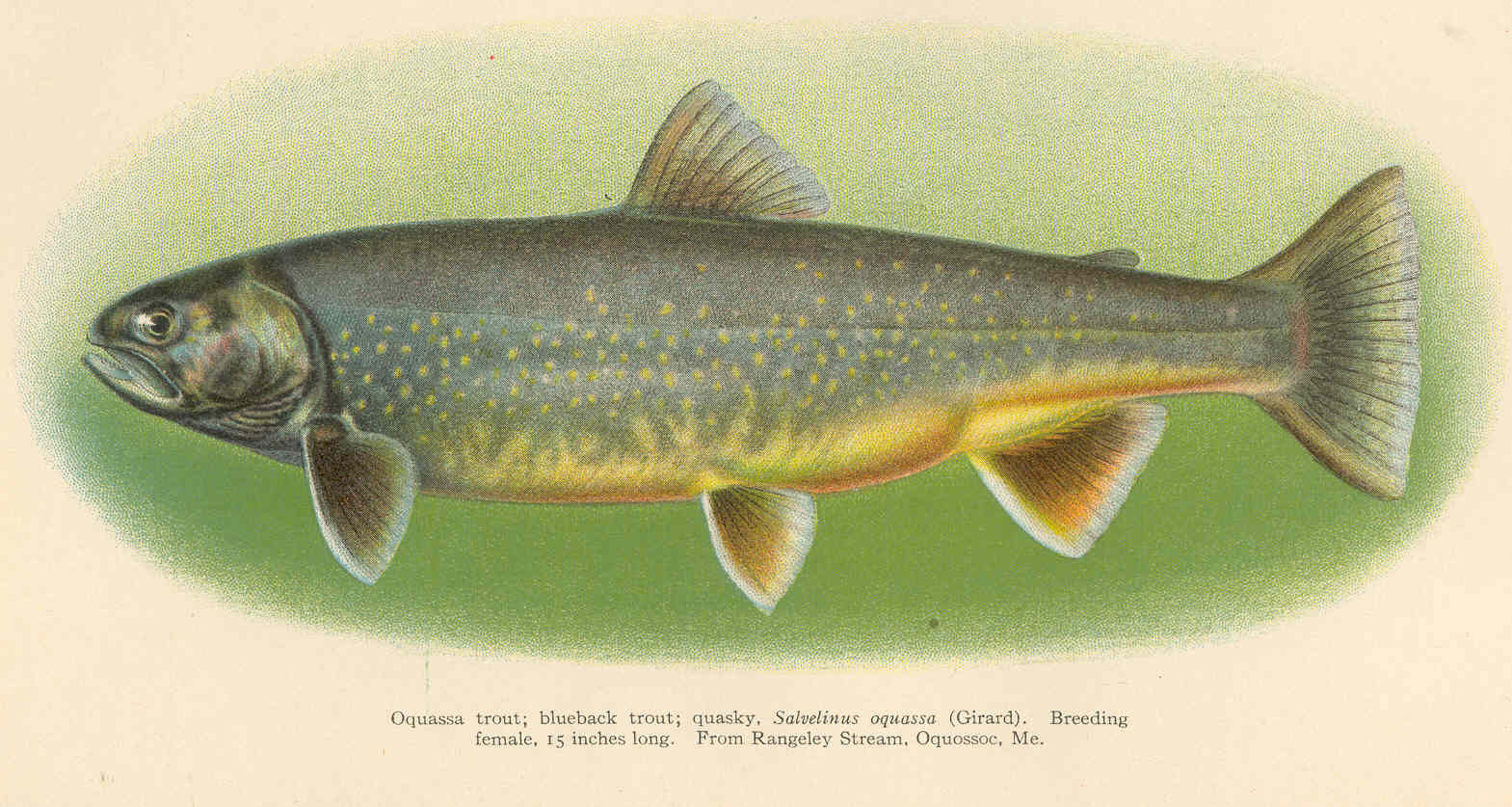
Salvelinus alpinus oquassa

L'omble chevalier préfère les eaux froides et bien oxygénées. Il est un poisson circumpolaire qui se trouve dans les eaux marines côtières, lacs, rivières et autour de l'hémisphère nord. Des populations ont été observées dans le nord de l'Amérique du Nord, en Europe du Nord, en Asie du Nord, au Groenland, en Islande et sur nombreuses îles de l'Arctique. L'une des populations les plus septentrionales existe dans le lac Hazen, à l'extrémité nord de l'île d'Ellesmere. Salvelinus alpinus oquassa, une sous-espèce distincte, s'observe uniquement au Québec, au Nouveau-Brunswick et dans le Maine. On pense que la distribution de l'omble chevalier au Québec est limitée à moins de 100 petits lacs. Ces lacs ont probablement été colonisés par les ombles chevaliers marins qui ont vécu dans la mer de Champlain et l'océan Atlantique. Il est très présent dans les lacs alpins, tels que le Léman, le lac du Bourget ou celui d'Annecy.
En France, l'espèce est considérée comme étant menacée de disparition.

## Reproduction
Comme tous les poissons, la reproduction de l’omble chevalier est régie par l'axe hypothalamo-hypophysophale (HPG). L’œstrogène et la testostérone, régulées par le HPG, induisent l’apparition de couleurs formées à partir de caroténoïdes durant le frayage. Les mâles sont généralement plus rouges que les femelles lors du frayage. La coloration peut également être liée à l’état immunitaire des poissons. La température semble être le paramètre environnemental déterminant le développement des gonades. Gillet (1991) a montré dans une expérience de laboratoire que la ponte a été retardée à une température de 8 °C et l'ovulation a été inhibée au-dessus de 11 °C. Les populations les plus septentrionales de l'omble chevalier ont tendance à pondre plus tôt que les poissons du sud. En général, les populations anadromes du nord frayaient en septembre et en octobre sur les bancs de gravier, mais aussi dans les lacs et les rivières. Dans le lac Char, au Canada, la ponte a généralement lieu en septembre. Le frayage a lieu au cours des deux dernières semaines d’octobre pour les populations anadromes dans le fleuve Fraser, au Labrador. En moyenne, chaque femelle pond entre 3 000 et 5 000 œufs d’un diamètre de 0,5 cm. Cependant, plus de 9 245 œufs ont été enregistrés pour une femelle anadrome. Une eau froide, entre 2 et 7 °C est nécessaire pour la production d'œufs et l'incubation. L'omble chevalier ne prépare pas de nid, contrairement à certains des autres membres de la famille des salmonidés. Dans les lacs du Haut Arctique, l'omble chevalier ne fraie pas tous les ans, probablement à cause de la faible productivité des lacs qui conduit à un bilan d’énergie restreint. L’omble de l'Arctique a tendance à frayer pour la première fois entre l’âge de 7 et 9 ans, bien que ces chiffres peuvent être variables.

## Régime
Le régime alimentaire de l'omble chevalier d'eau douce dépend en grande partie du morphotype. Cependant, dans toutes les populations d'omble chevalier, le jeune est benthophage, se nourrissant de macro-invertébrés benthiques, en particulier les chironomes. Dans certaines populations, l’omble sera planctophage, se nourrissant de zooplancton. Les planctophages de grande taille peuvent éventuellement passer à l’ichtyophagie, présentant un comportement souvent cannibale. En général, les lacs du Nord Arctique sont extrêmement oligotrophes, ce qui conduit à une plus grande importance du benthos dans la chaîne alimentaire. Les invertébrés benthiques de ces lacs sont généralement limités à quelques espèces de diptères, tandis que les lacs au sud de l'Arctique peuvent contenir à la fois des gammaridae et des trichoptères. Il a été observé que les ombles anadromes du Labrador se nourrissent de poissons, mollusques, annélides, crustacés, insectes et de chaetognathes. L'omble chevalier du lac Pavin (lac oligomesotrophique en France) se nourrit plus communément de Daphnia longispina. C'est juste avant et après la reproduction que l'activité d'alimentation de l'omble dans ce lac est la plus élevée.

## Migration
La migration de l'omble chevalier a lieu entre les lacs et l'océan, ainsi qu'entre les types d'habitat dans les lacs,. Le mouvement des ombles des lacs dans l'océan se déroule généralement au début de l'été. La fécondité et la fertilité des poissons augmentent avec la taille du corps, ce qui pourrait expliquer pourquoi certains individus migrent vers les habitats plus riches en nourriture comme l'océan. Certains individus restent dans l'eau douce, ce qui pourrait être attribué à une mortalité plus élevée des poissons anadromes. Il y a donc des coûts et des avantages à la migration.

## Économie
Les ombles chevaliers constituent une ressource économique importante pour les êtres humains. Les ombles de l'Arctique sont très populaires comme poissons d'élevage dans de nombreux pays pour plusieurs raisons. La chair de l'omble est souvent plus délicate dans la texture et la saveur que les autres salmonidés. Les ombles chevaliers ont des têtes plus petites que d’autres salmonidés, ce qui conduit à un plus grand rendement (individus par filet). Les ombles chevaliers peuvent également prospérer lorsque les densités d’individus sont élevées, ce qui en fait un poisson idéal pour la culture. Les ombles chevaliers sauvages constituent aussi une source importante de nourriture dans de nombreux pays, y compris : l'Autriche, le Danemark, la France, l'Islande, l'Irlande, la Grande-Bretagne et les États-Unis. En 2008, 3 309 tonnes de poissons ont été capturés dans ces pays. Les ombles chevaliers constituent également une ressource alimentaire importante au Canada, en particulier pour les Inuits. Les chairs des ombles chevaliers anadromes sont relativement pauvres en contaminants et sont donc promues comme un aliment nutritif.

### Pêche
La pêche commerciale de l’omble chevalier est effectuée principalement à l’aide de filets-pièges et de filets maillants. Dans les lacs d'eau douce français, les pêcheurs professionnels pêchent l'omble chevalier au filet droit de fond, parfois en zone pélagique aux pics, à 20 m de profondeur, en juillet et août, lorsque l'omble se nourrit d'alevins de perche.

### Gastronomie

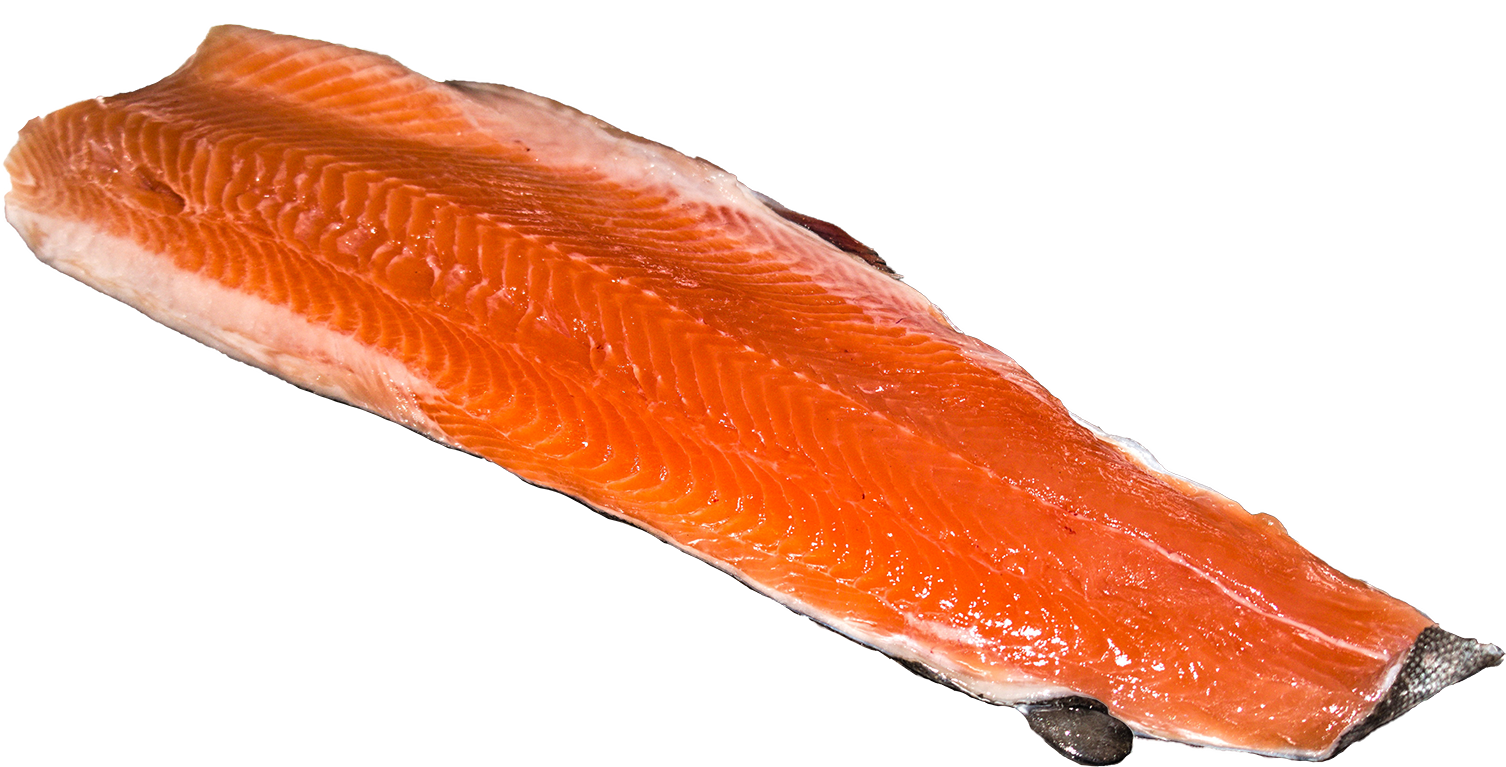
Filet d'omble chevalier

L'omble chevalier peut être grillé à la poêle ou la plancha, poché, cuit à la vapeur, en papillote ou au four. Le poisson est cuit quand la chair est opaque.